# فرد ملکیان
فرٍد ملکیان (تلفظ صحیح نام‌خانوادگی ملیکیان ارمنی: Ֆրէդ Մելիքյան؛ انگلیسی: Fred Melikian) بازیکن فوتبال ارمنی‌تبار اهل ایران در پست مهاجم که سابقه‌ی عضویت در باشگاه‌های آرارات تهران و استقلال تهران را دارد.

### حضور در استقلال تهران
سال ۷۵ بود که فِرد به استقلال تهران آمد. او با نظر ناصر حجازی و پس از مذاکره با علی فتح‌الله‌زاده راهی استقلال شد. فِرد از سال ۷۵ تا ۷۹ در استقلال تهران سپری کرد. هرچند که مصدومیت، او را برای مقطعی از استقلال دور کرد.
قراردادش با استقلال ۳ میلیون تومان بود. او رنوی خود را فروخت و با پولی که پدرش به او داد، به همراه ۳ میلیون تومان قراردادش یک پراید صفر گرفت که در آن زمان جزو گران‌ترین ماشین‌های ایران بود
ملکیان برای بار دوم در در سال ۱۳۸۳ توسط امیر قلعه‌نویی به استقلال تهران بازگشت ولی بیشتر از ۴ بازی نصیبش نشد و در پایان این فصل از استقلال جدا شد.

### گلزنی در شهرآورد
فِرد ملکیان در دوران بازی خود حضور در سه شهرآورد (شهرآوردهای ۴۵، ۴۶، ۴۷) را تجربه کرد که در همان اولی موفق به گلزنی شد. 
ملکیان مهاجم ارمنی استقلال تهران زیر سایهٔ ادموند اختر، دیگر مهاجم اهل ارامنه آبی‌ها، بود. اختر همیشه مقابل پرسپولیس خوب بود و حتی در سن ۳۸–۳۷ سالگی با پیراهن تیم صنعتی کاوه هم به پرسپولیس گل زد. درحالی که فِرد ملکیان چهره‌ای گمنام و معمولی به‌شمار می‌رفت. اما سرانجام توانست در شهرآورد سال ۱۳۷۸ که بازی برگشت هشتمین دوره لیگ آزادگان بود، چهره شود. او در دقیقه ۴۳ شهرآورد بیستم فروردین یک گل به احمدرضا عابدزاده زد و بازی را به تساوی کشاند؛ در نهایت، بازی با همان نتیجهٔ یک بر یک به پایان رسید. آن روز و در آن مسابقه فِرد با مهارتی جالب توجه توپ را از بالای سر عقاب آسیا وارد دروازه پرسپولیس کرد. سرانجام، فِرد به علت مصدومیت‌های پی در پی از سطح اول فوتبال کنار رفت. 
فِرد جزو یازده بازیکن استقلالی است که موفق شده‌اند در اولین شهرآورد خود گل بزنند.

## حضور در تیم‌ملی جوانان و امید
درخشش فِرد در تیم‌های آرارات باعث شد تا به تیم‌ملی جوانان و امید ایران دعوت شود. او چند سال را به عنوان بازیکن ثابت در تیم‌های ملی پایه ایران حضور داشت تا سابقه ملی را هم در کارنامه خود به ثبت برساند

## زندگی شخصی
فِرد متولد اول فروردین ۱۳۵۳ است و در محله نارمک تهران به دنیا آمده و بزرگ شدهٔ همین منطقه است. او فرزند دوم خانواده است و به غیر از خودش دو خواهر دارد و در حال حاضر مربیگری باشگاه فوتبال آرارات تهران را برعهده دارد.

### چهار بار عمل جراحی زانو
یکی از بدشانس‌ترین فوتبالیست‌ها بود. در دوران اوج فوتبالش مصدوم شد و مجبور شد ۴ بار زانوی خود را جراحی کند. همان جراحی باعث شده تا فِرد هنوز هم درد زانو داشته باشد و حتی نتواند فوتبال بازی کند. از پیشکسوتان استقلال هم که برای او دعوت به بازی می‌کنند، باز فِرد نمی‌تواند فوتبال بازی کند و فقط می‌تواند تماشاگر بازی آنها باشد

## افتخارات
باشگاه فوتبال استقلال تهران
قهرمانی
🥇قهرمان لیگ فوتبال ایران جام آزادگان ۷۷–۱۳۷۶
🥇قهرمان جام حذفی فوتبال ایران ۷۹–۱۳۷۸
🥇قهرمان جام پرزیدنت ترکمنستان ۱۹۹۸
🥇قهرمان جام فوتبال خزر ۱۹۹۹
نایب قهرمانی
🥈لیگ قهرمانان آسیا ۹۹–۱۹۹۸
🥈 لیگ آزادگان ۷۸–۱۳۷۷
🥈 جام حذفی فوتبال ایران ۷۸–۱۳۷۷